# Yannick Rolvink
Yannick Rolvink (Naaldwijk, 7 mei 2005) is een Nederlandse atleet gespecialiseerd in discuswerpen, kogelstoten en kogelslingeren. Hij is lid van atletiekvereniging Olympus '70 in Naaldwijk.

## Loopbaan
Yannick Rolvink begint zijn atletiekcarrière in 2012 bij atletiekvereniging Olympus ’70 in Naaldwijk. Hij ontdekt dat zijn talent ligt bij de werpnummers. Naast kogelstoten en discuswerpen zijn dat ook kogelslingeren en speerwerpen. Door intensieve trainingen onder begeleiding van trainer Marco Bronswijk leert hij zijn kracht en techniek steeds beter te combineren. Dit leidt tot successen bij het kogelstoten, discuswerpen en kogelslingeren.
In 2021 behaalt hij op alle drie deze onderdelen de gouden medaille op het Nederlands Kampioenschap Atletiek U18. Het Indoor Atletiek Kampioenschap U18 is in 2021 niet doorgegaan vanwege Covid-19.
In 2022 wordt hij Nederlands Kampioen kogelstoten U18 tijdens het Indoor Nederlands Kampioenschap Atletiek in Apeldoorn. Bij indoor kampioenschappen is gezien de omvang van de sportaccommodatie alleen kogelstoten mogelijk. Het outdoor seizoen begint voor Yannick Rolvink ook goed op het onderdeel discuswerpen. In Dongen kwalificeert hij zich met een worp van 58,54 meter voor het Europees Kampioenschap Atletiek U18 dat in juli 2022 in Jeruzalem, Israël zal worden gehouden.
Begin juni 2022 kwalificeert Rolvink zich tijdens een toernooi in Barendrecht eveneens voor het onderdeel kogelstoten op het EK in Jeruzalem. Op ditzelfde toernooi laat hij ook bij het discuswerpen van zich spreken: met 62,83 meter werpt hij een nieuw Nederlands record voor atleten onder 18. Dit record stond sinds 1980 op naam van Erik de Bruin, die toen 62,34m wierp.
Nog geen week later, op 7 juni 2022, nadert Rolvink ook bijna het Nederlands kogelstoot-record U18 van Erik de Bruin (20,37m). Rolvink stoot met de 5 kg-kogel 20,12m tijdens het voorprogramma van de Fanny Blankers-Koen Games en vestigt hiermee een nieuw persoonlijk record.
Tijdens de Nederlandse Kampioenschappen Atletiek 2022 U18 mag Rolvink driemaal het hoogste podium bestijgen; zowel met discuswerpen, kogelstoten en kogelslingeren laat hij de concurrentie achter zich.
Op het Europees Kampioenschap U18 2022 in Jeruzalem behaalt Rolvink de tweede plaats met opnieuw een Nederlands record van 63,06m met de 1,5kg discus. Op ditzelfde EK pakt hij de 11e plaats bij het kogelstoten.
In 2023 start Rolvink het jaar goed met de gouden medaille bij kogelstoten op het Indoor NK Atletiek U20 in Apeldoorn. Hij is vanwege de U20 leeftijdsklasse overgestapt op de 6kg-kogel, en stoot hiermee tijdens het NK een nieuw persoonlijk record van 17,17m. Dit persoonlijk record zal hij in het voorjaar van 2023 meerdere keren verbreken.
Op de Nederlandse Kampioenschappen Atletiek 2023 U20 pakt Rolvink opnieuw de triple: hij wordt Nederlands Kampioen bij het discuswerpen, kogelstoten en kogelslingeren.
Op het Europees Kampioenschap Atletiek U20 2023 in Jeruzalem wordt Rolvink 3e met discuswerpen met een worp van 59,86m, een persoonlijk record. Bij het kogelstoten eindigt hij op dit EK op de 12e plaats.
In 2024 kwalificeert Rolvink zich voor het WK Atletiek U20 in Peru voor de onderdelen kogelstoten en discuswerpen.
Tijdens het NK Atletiek 2024 U20 in Utrecht verbetert Rolvink zijn persoonlijk record bij kogelslingeren naar 66,11m en bereikt hiermee de op 2 na beste prestatie in Nederland aller tijden met de 6kg kogel. Bij het discuswerpen pakt Rolvink eveneens het goud met een persoonlijk record. Bij het kogelstoten moet hij, net als bij het NK Atletiek U20 Indoor 2024 genoegen nemen met zilver, het goud is voor Jarno van Dalen.
In juli 2024 stoot Rolvink de 6kg kogel naar 21,81 meter en verbreekt daarmee met bijna een meter het 24 jaar oude Nederlandse U20-record van Rutger Smith. Daarmee stoot Rolvink in de U20-categorie op wereldniveau de beste afstand van 2024 . Dit is een 10e positie allertijden op wereldniveau.
Op het WK Atletiek U20 eind augustus 2024 in Lima, Peru behaalt Rolvink de 4e plaats bij het kogelstoten en de 10e plaats bij het discuswerpen.
Het jaar 2025 begint goed met een zilveren medaille voor kogelstoten (17,89m) op het NK Indoor Atletiek in Apeldoorn.
Met TeamNL neemt Rolvink eind juni 2025 op het onderdeel kogelstoten deel aan het EK Atletiek voor landenteams. Met een verbetering van zijn persoonlijk record met bijna een meter eindigt hij als achtste en pakt daarmee 9 punten voor het Nederlandse team .
Tijdens het Europees Kampioenschap U23 in Bergen, Noorwegen pakt Rolvink het brons bij het kogelstoten met een afstand van 19,01m. Ook op het NK atletiek 2025 in Hengelo weet Rolvink het podium te vinden. Hij pakt brons bij het discuswerpen (53,11m) en goud bij het kogelstoten (17,98m).

### Privé
Vanaf 2021 traint Rolvink op uitnodiging van de Atletiekunie mee op de Talentdagen op Sportcentrum Papendal in Arnhem. Sinds september 2023 woont hij op Papendal om zich volledig op zijn sportcarrière te kunnen focussen. Daarnaast volgt hij de opleiding Autotechniek.
Yannick is de broer van de eveneens succesvolle werper Ruben Rolvink.

## Persoonlijke records
| Discipline     | Categorie  | Prestatie   | Datum        | Plaats        |
| -------------- | ---------- | ----------- | ------------ | ------------- |
| Discuswerpen   | 1,5 kg*    | 63,06m (NR) | 5 juli 2022  | Jeruzalem     |
| Discuswerpen   | 1,75 kg**  | 60,65m      | 15 juni 2024 | Utrecht       |
| Discuswerpen   | 2 kg***    | 55,97m      | 28 juni 2024 | Hengelo       |
| Kogelstoten    | 5,00 kg*   | 20,12m      | 6 juni 2022  | Hengelo       |
| Kogelstoten    | 6,00 kg**  | 21,81m (NR) | 20 juli 2024 | Breda         |
| Kogelstoten    | 7,26 kg*** | 19,34m      | 29 juni 2025 | Madrid        |
| Kogelslingeren | 5,00 kg*   | 60,31m      | 17 juni 2022 | Amsterdam     |
| Kogelslingeren | 6,00 kg**  | 66,11m      | 14 juni 2024 | Utrecht       |
| Kogelslingeren | 7,26 kg*** | 58,79m      | 6 juli 2025  | Heerhugowaard |

*Juniorengewicht in categorie U18.
**Juniorengewicht in categorie U20.
***Seniorengewicht.
NR = Nederlands record

## Prestaties

### Internationaal
2025
- op de Europese kampioenschappen atletiek 2025 U23, Bergen, Kogelstoten - 19,01 m

2023
- op de Europese kampioenschappen atletiek 2023 U20, Jeruzalem, Discuswerpen - 59,86 m

2022
- op de Europese kampioenschappen atletiek 2022 U18, Jeruzalem, Discuswerpen - 63,06 m

### Nationaal

#### Senioren
2025
- op de Nederlandse kampioenschappen atletiek 2025, Hengelo, Kogelstoten - 17,98 m
- op de Nederlandse kampioenschappen atletiek 2025, Hengelo, Discuswerpen - 53,11 m
- op de Nederlandse kampioenschappen indooratletiek 2025, Apeldoorn, Kogelstoten - 17,89 m (indoor)

2024
- op de Nederlandse kampioenschappen atletiek 2024, Hengelo, Discuswerpen -  55,97 m

#### Junioren
2024
- op de Nederlandse kampioenschappen atletiek 2024 U20, Utrecht, Discuswerpen - 60,65 m
- op de Nederlandse kampioenschappen atletiek 2024 U20, Utrecht, Kogelstoten - 19.78 m (outdoor)
- op de Nederlandse kampioenschappen atletiek 2024 U20, Utrecht, Kogelslingeren - 66,11 m
- op de Nederlandse kampioenschappen atletiek 2024 U20, Apeldoorn, Kogelstoten - 18,02 m (indoor)

2023
- op de Nederlandse kampioenschappen atletiek 2023 U20, Bergen op Zoom, Discuswerpen - 56,29 m
- op de Nederlandse kampioenschappen atletiek 2023 U20, Bergen op Zoom, Kogelstoten - 17,75 m (outdoor)
- op de Nederlandse kampioenschappen atletiek 2023 U20, Bergen op Zoom, Kogelslingeren - 59,76 m
- op de Nederlandse kampioenschappen atletiek 2023 U20, Apeldoorn, Kogelstoten - 17,17 m (indoor)

2022
- op de Nederlandse kampioenschappen atletiek 2022 U18, Amsterdam, Discuswerpen - 60,50 m
- op de Nederlandse kampioenschappen atletiek 2022 U18, Amsterdam, Kogelstoten - 18,49 m (outdoor)
- op de Nederlandse kampioenschappen atletiek 2022 U18, Amsterdam, Kogelslingeren - 60,31 m
- op de Nederlandse kampioenschappen atletiek 2022 U18, Apeldoorn, Kogelstoten - 17,62 m (indoor)

2021
- op de Nederlandse kampioenschappen atletiek 2021 U18, Amersfoort, Discuswerpen - 56,29 m
- op de Nederlandse kampioenschappen atletiek 2021 U18, Amersfoort, Kogelstoten - 16,21 m (outdoor)
- op de Nederlandse kampioenschappen atletiek 2021 U18, Amersfoort, Kogelslingeren - 55,84 m